# Milan Krištof
Milan Krištof (Klanjec, 5. veljače 1872. − Zagreb, 9. lipnja 1927.), bio je hrvatski političar, novinar, gospodarstvenik. Sin Radoslava Krištofa. Osnovnu školu, gimnaziju, studij i doktorat prava dovršio u Zagrebu. Dionik spaljivanja mađarske zastave u Zagrebu 16. listopada 1895.. Su-osnivač Hrvatske pučke seljačke stranke. U dva navrata glavni urednik Gospodarskog lista.